# 시오자키 야스히사
시오자키 야스히사(일본어: 塩崎 恭久, 1950년 11월 7일 ~ )는 일본의 전 정치인, 자유민주당 중의원 의원, 전 내각관방장관, 후생노동대신을 역임했다.

## 생애
에히메현 마쓰야마시 출신. 아버지는 정치인 시오자키 준. 도쿄도립 신주쿠 고등학교 졸업. 도쿄 대학 교양학부 아메리카과 학사. 일본은행 입사. 1982년 부친이 경제기획청 장관에 취임하자 일본은행을 사직하고 비서관이 됨. 1993년 부친의 지역구인 에히메현 제1구를 물려받아 총선거에서 자유민주당 공인으로 출마해 당선됨. 2006년 자민당 총재 선거에서 아베 신조를 지지함. 아베 총리 취임후 내각관방장관 겸 납치문제담당상 취임. 2021년 제48회 일본 중의원 의원 총선거에서 지역구인 에히메현 제1구에 불출마 및 정계은퇴를 했다.